# Ассоциация легкорельсового транспорта
Ассоциация легкорельсового транспорта (англ. Light Rail Transit Association, сокращённо LRTA) — британская общественная организация, задачей которой является пропаганда легкорельсового транспорта (трамваев, лёгкого метро и т. п.). Ассоциация была основана в 1937 году, первоначально она называлась «Лига лёгкого рельсового транспорта» (англ. Light Railway Transport League, LRTL). Организация возникла тогда, когда в Великобритании начались массовые закрытия трамвайных систем. Целью ассоциации был протест против закрытия трамвайного движения в Лондоне.
Несмотря на то, что организации не удалось предотвратить закрытие трамваев в Великобритании, она продолжала проводить кампанию за возрождение в Великобритании трамвайного транспорта.
Совместно с издательством Ian Allan Publishing ассоциация публикует журналы Tramways and Urban Transport (трамваи и городской транспорт), прежде называвшийся Modern Tramways (современные трамваи) и Tramway Review. Tramways and Urban Transport посвящён современности и будущему трамваев Великобритании и всего мира, Tramway Review — истории трамваев Великобритании.
Членами ассоциации могут быть не только подданные Великобритании, но и граждане других стран. По состоянию на 2006 год ассоциация насчитывает около четырёх тысяч членов, из них примерно треть — иностранцы.

## История
Основателями ассоциации были несколько лондонцев, которые были обеспокоены планами по закрытию трамвайных маршрутов в Лондоне. Формальное учреждение ассоциации состоялось 30 июня 1937 года.
Первоначально ассоциация состояла из двух фракций: часть участников скорее интересовалась изучением истории трамваев, другую же часть составляли более активные участники, которые видели основной целью ассоциации активную пропаганду трамвая как современного вида транспорта. В ходе голосования на заседании, состоявшемся 24 ноября 1937 года, с небольшим перевесом победили сторонники активных действий.
Члены фракции «историков» покинули ассоциацию, и основали свою собственную организацию — Общество трамваев и лёгких железных дорог (Tramway & Light Railway Society). Поначалу между этими двумя организациями были весьма напряжённые отношения, но впоследствии отношения стали более благожелательными, и на место вражды пришло сотрудничество.
Первым лидером ассоциации стал Джей Фоулер (Jay Fowler).
В мае 1938 года ассоциация организовала первую экскурсию по трамвайной системе (в Лондоне). Эти акции стали проводиться регулярно, и вскоре приобрели международный характер. В августе следующего года состоялась первая трамвайная (то есть имеющая целью знакомство с трамвайными хозяйствами) поездка за границу, в Бельгию и Нидерланды. В ходе этой поездки члены ассоциации в частности познакомились с городским брюссельским трамваем и междугородным береговым трамваем.
В январе 1938 года вышел первый номер журнала Modern Tramways, который, правда, состоял всего из четырёх страниц и не имел иллюстраций. В том же году в регионах были организованы местные отделения ассоциации.
Организация снизила свою активность во время Второй мировой войны, так как многие её члены ушли на фронт, на сразу же после победы активная деятельность возобновилась. Первым послевоенным мероприятием стала трамвайная экскурсия в Саутгемптон в июле 1945 года. После войны экскурсии стали проводиться регулярно, но в связи с закрытием трамвайных систем в Великобритании, фокус переместился за границу, в Западную Европу. После падения железного занавеса стали организовываться поездки и в страны Восточной Европы. В 1984 году состоялась трёхнедельная поездка в Китай, в ходе которой члены ассоциации из семи разных стран осмотрели все трамвайные хозяйства этой страны.
В 1950 году начал издаваться журнал Tramway Review.
Начиная с 1949 года ассоциация стала покупать старые трамваи с целью их сохранения. Специально для организации трамвайного музея в 1955 году из ассоциации выделилась дочерняя организация, Общество трамвайного музея (The Tramway Museum Society).
В 1979 году ассоциация была переименована и обрела своё нынешнее название. Тогда же был принят новый устав ассоциации.

## Позиции ассоциации
Ассоциация выступает за развитие интегрированных систем общественного транспорта, в которых каждый вид общественного транспорта занимает свою нишу. По мнению ассоциации, трамвай должен занять промежуточную позицию между автобусом и метро. Таким образом трамваи следует использовать в тех ситуациях, когда пассажиропотоки уже слишком высоки для автобуса, но слишком малы, чтобы сделать строительство метро экономически обоснованным.
Ассоциация выступает не только за развитие трамвайных систем, но также и за развитие и модернизацию городского автобусного транспорта (например путём прокладки отдельных полос для автобусов), однако считает, что автобусы нельзя считать альтернативой современным трамваям (то есть автобусы должны занимать нишу транспорта для сравнительно низких пассажиропотоков).
Также ассоциация выступает за создание удобной инфраструктуры для велосипедистов и пешеходов.

## Критика
Ассоциация является противником различных видов транспорта, которые рассматриваются как альтернатива трамваю. В частности ассоциация выступает против монорельса, трамвая на шинах, персонального общественного транспорта, считая что строительство и разработка таких систем является тратой средств, в то время как расходы на строительство трамваев вполне оправданы, так как трамвай уже успел доказать свою эффективность.
Из-за этой позиции многие критики (в первую очередь Монорельсовое общество) считают, что ассоциация тормозит прогресс, противодействуя перспективным технологиям.

## Аналогичные организации в других странах
Аналогичные ассоциации общественные организации имеются практически во всех развитых странах. Ассоциация сотрудничает со многими такими организациями.
В России общегосударственной организацией выступающей с тех же позиций является межрегиональная общественная организация «Город и транспорт», созданная на базе множества региональных общественных организаций, борющихся за сохранение трамвайного движения и гармоничное развитие общественного транспорта.
Аналогичная российской ситуация наблюдается и в других странах бывшего СССР.
Примеры протрамвайных организаций: общественное движение «Москвичи за трамвай», комитет «Киевляне за общественный транспорт».

### Официальные материалы
- Официальный сайт ассоциации
  - История ассоциации
  - Позиции ассоциации

### Аналогичные организации в других странах
- Bond van trein- tram- en busgebruikers (союз пользователей поезда, трамвая и автобуса), Бельгия
- Межрегиональная общественная организация «Город и транспорт»
- Комитет «Киевляне за общественный транспорт»
- Общественное движение «Москвичи за трамвай»

### Оппоненты
- Monorail society (монорельсовое общество)